# عبدالله محمد
عبدالله محمد (انگلیسی: Abdullah Mohammed؛ زادهٔ ۲۲ سپتامبر ۱۹۹۲) یک بازیکن فوتبال است.